# Amaxac de Guerrero (kommun)
Amaxac de Guerrero är en kommun i Mexiko.   Den ligger i delstaten Tlaxcala, i den sydöstra delen av landet, 100 km öster om huvudstaden Mexico City.
Följande samhällen finns i Amaxac de Guerrero:
- Amaxac de Guerrero